# コヨシゴイ
コヨシゴイ（小葦五位、学名:Ixobrychus exilis）は、ペリカン目サギ科に分類される鳥類の一種である。

## 分布
北アメリカ（カナダ南東部、アメリカ）から南アメリカ（ペルー東部からアルゼンチン北部まで）に広く分布する。北アメリカで繁殖した個体は、冬季、メキシコ南部からコロンビアにかけて渡り越冬する。

## 形態
体長約28-36cm。サギ科の中で最も小さな種の一つである。雄は頭上と背中、肩羽、尾が光沢のある黒色で、顔と頸が赤褐色、喉が褐色がかった白色、胸から腹にかけては淡く黄色がかった茶色である。肩羽には白い筋が入る。雌は頭上と背中が暗い茶褐色で、肩羽と喉に褐色がかった白い縞が入る。嘴は黄色で、足は緑がかかった黄色である。

## 生態
沼地や河川の周辺の茂みの中に生息する。
魚類、両生類、甲殻類、軟体動物、昆虫類を捕食する。
水辺の木やアシ原に番いで営巣するが、まれに小さなコロニーを形成することもある。1腹4-6個の卵を産み、抱卵期間は16-17日である。雌雄とも雛に給餌する。雛は25-26日で巣立ちする。